# Болотна руда

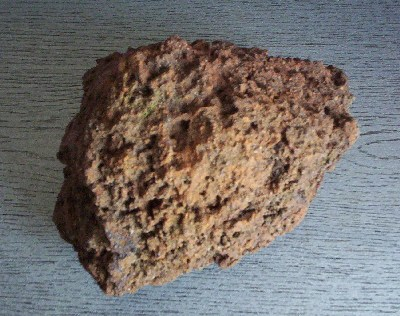
Болотна залізна руда

Боло́тна руда́ — руда осадкового походження, яка утворюється у невеликих кількостях в окисному середовищі на дні боліт. Відомі болотні руди: залізна (сидеритова, гідрогетитова), марганцева (родохрозитова). Болотна руда залягає у вигляді конкрецій (бобові руди), прошарків, кірочок, а серед торфу — найчастіше у вигляді лінз. Болотні руди містять 20 — 60 % окису заліза, також деякі кількості закису заліза, окису марганцю, води (до 30 %), кремнекислоти у вигляді силікатів, домішку піску, органічних речовин, фосфорної кислоти (до 8 %). Внаслідок домішок болотні руди вважаються низькоякісними і непридатними для сучасної промисловості. Дуже близька до болотної так звана дернова або лучна руда, що трапляється у вигляді пористих конкреційних відкладень у прирічкових або напівболотистих луках.
Гідрогетитова болотна руда є переважно продуктом окиснення сидеритової. Поклади болотних руд є в Чернігівській та Житомирській областях України, в Росії, Білорусі, Фінляндії, Швеції, Канаді.

## Історичне значення
Відновлення, тобто звільнення заліза від кисню, починається за температурою 400 °C, а при 700—800 °C виходить так зване губчасте залізо. Спеціальні горноподібні печі, домниці, вміщували по 1,5-2 пуди руди. Здавна їх робили на піднесених місцях, щоб використовувати силу вітру для посилення горіння. Пізніше навчилися застосовувати штучне дуття, стали підтримувати вогонь за допомогою міхів. Після варіння заліза в домниці з нього наче знімають «піну», тобто домниця розламується, з неї дістається гаряча криця, кладеться на ковадло і проковується: при перековуванні з заліза видаляється зайвий шлак. Виходить м'яке залізо, подальше перековування і гарт якого давали сталь. Домниця за один сезон зазвичай виплавляла від 75 до 150 пудів заліза. Зараз метод вважається застарілим.